# Сеге
Сеге (швед. Sege å) — мала річка на півдні Швеції, у лені Сконе. Довжина річки становить близько 40 км, площа басейну  — 334,4 км². 

## Географія
Бере початок в районі озера Беррінгшен (швед. Börringesjön), протікає у північно-західному напрямку, впадає у бухту Луммабуктен (швед. Lommabukten) протоки Ересунн. Біля гирла річки лежить місто Мальме.      